# Trentepohlia acanthophora
Trentepohlia acanthophora là một loài ruồi trong họ Limoniidae. Chúng phân bố ở miền Australasia.